# Метка дьявола
Метка дьявола, также клеймо, печать дьявола — отметина на теле человека, оставляемая дьяволом в качестве физического подтверждения соглашения между ними (договор с дьяволом). В литературе такая отметина рассматривается в рамках принципа обратной симметрии христианской демонологии — в данном случае как антитеза к стигматам. В качестве доказательства отношений с дьяволом отметина впервые стала широко использоваться в ведовских процессах альпийского региона. Со второй половины XV века доказательство постепенно стало одним из главных во всей континентальной Европе, причём как для светской, так и для церковной судебной практики. С этого времени отметину дьявола стали искать на теле обвиняемого целенаправленно. Осмотр стал обязательной частью процедуры. Несмотря на такую практику не все демонологи позднего Средневековья соглашались с реальностью существования меток. Однако таких авторов в  то время было меньшинство. Свою точку зрения они аргументировали тем, что дьявол и демоны не имели телесности, и, следовательно, не могли физически воздействовать на своих адептов. 
Из  четырёх французских демонологических трактатов второй половины XV века метка дьявола описывалась только в одном — в «Биче еретиков-чародеев» (1458) богослова Николя Жакье. Со ссылкой на Библию (появление дьявола перед ветхозаветными святыми, Иисусом, католическими святыми) он отстаивал точку зрения, что дьявол материален. Жакье насмехался над теми, кто верил в бестелесность демонов, в неспособность ведьм при их помощи насылать порчу, болезни. Он привёл историю обвиняемого в ведовстве молодого человека, который стал участником шабаша, когда был ещё мальчиком: «…мать отвела его вместе с младшим братом, которого она несла на руках, и сестрой на шабаш ведьм. Она представила своих трёх детей демону, который явился им в образе козла и заявил, что он [отныне] будет их хозяином и господином и что он принесёт им много добра. Мать заставила детей прикоснуться к демону, положив руку на голову козла. Затем демон, который назвался Тонионом, дотронулся копытом до бедра [каждого] из детей и оставил [там] свою метку, имевшую форму фасолины». Такие противники физического контакта с дьяволом как Николя Жакье, Пьер Мамори и Жан Вине о метке дьявола не упоминали вообще. Так, согласно Мамори («Бич колдунов»), «демоны  способны перемещать [человеческие] тела сообразно собственному размеру, но [не могут] менять [их] форму».
В конце XV — начале XVI веков стала утверждаться точка зрения, что в том месте, где находилась метка её обладатель не испытывал боли. Кроме того, её наличие позволяло не чувствовать боли обвиняемым, которые претерпевали их в тюрьме, на пытках. В судебной практике такие воззрения привели к увеличению целенаправленных поисков отметок. Даже в том случае, если суды не склоны были относиться к таким свидетельствам как к полновесным доказательствам, то их наличие являлось основанием для применения пыток, получения признания. Такой сдвиг в правоприменении имел далекоидущие последствия. Историк-медиевист Ольга Тогоева отмечала: «Отныне демонологический дискурс раннего Нового времени приобрёл вполне рациональный медицинский характер, поскольку для освидетельствования арестованных в суд стали систематически приглашать врачей. Таким  образом, наличие метки (укуса, царапины, родинки, родимого пятна и т. п.) из обстоятельства, подтверждавшего лишь реальность договора с дьяволом, превратилось в медицинский факт, а также в вещественное доказательство существования самих адептов Нечистого». Жан Боден в «Демономании колдунов» писал, что так как ведьмы при пытках не испытывают боли, то судьи в некоторых  случаях не могут получить признание. Именно при таком развитии событий необходимо со всей тщательностью проводить осмотр тел обвиняемых, так как выявление меток дьявола может вызвать у них раскаяние. Так как найти метки бывает затруднительно, то к этой работе необходимо привлекать профессионалов, так как их природа будет ясна для врача или судьи, ведь известно, что эти места, даже если проткнуть их иглой являются местами тела нечувствительными к боли. Такой подход был поддержан другими демонологами и даже некоторыми медиками. Так, Жак Фонтен, личный врач короля Генриха IV рекомендовал прокалывать подозрительные места, чтобы убедиться в том появляются ли из них жидкости, или нет. В том случае, если кровь начинала идти, то необходимо было поискать другие доказательства его вины.    
В конце XVI — начале XVII веков использование меток дьявола в качестве доказательства вины получили распространение по всей Западной Европе, и даже на Британских островах, где ведовские процессы до того времени не имели такого масштаба как на континенте. В Англии было признано, что места соприкосновения с дьяволом должны болеть, постоянно напоминать о себе. К особенностям антиведовских практик относится также то, что английские обвиняемые не признавали обвинения до тех пор пока на их телах не выявляли метку дьявола, которая по их убеждению спасала от физических страданий. На Британских островах было обосновано и введено в судопроизводство другое доказательство — раны (укусы, царапины), синяки, оставленные фамилиарами (личные духи ведьм, колдунов). Было признано, что такие свидетельства являются не только болезненными, но и из них должна идти кровь, так как именно ею фамилиары питаются.    
Другим важнейшим доказательством в ведовских процессах было отсутствие у обвиняемых дара слёз.       